# Fernando Saez
Fernando Saez (ur. 2 października 1974 w Rio de Janeiro) – brazylijski pływak specjalizujący się głównie w stylu wolnym. Reprezentant Brazylii podczas XXVI. Letnich Igrzysk Olimpijskich w 1996 roku.

## Życiorys
Fernando Saez urodził się 2 października 1974 roku w Rio de Janeiro w Brazylii. Swoją karierę jako pływak rozpoczął w 1995 roku w wieku 21 lat podczas Mistrzostw Świata w pływaniu na krótkim basenie w swoim rodzinnym mieście, zdobywając brązowy medal w sztafecie na 4x200 metrów stylem wolnym. Oprócz zdobycia brązowego medalu, startował również w dyscyplinie na 400 metrów stylem wolnym.
Rok później w 1996 roku Saez reprezentował swój kraj podczas XXVI. Letnich Igrzysk Olimpijskich w Atlancie w Stanach Zjednoczonych, a także zajął dziesiąte miejsce w sztafecie na 4x200 metrów stylem wolnym.
W kwietniu 1997 roku Saez pojawił się na Mistrzostwach Świata w pływaniu na krótkim basenie w Göteborgu w Szwecji, zajmując jedenaste miejsce w dyscyplinie na 200 metrów oraz piętnaste na 400 metrów stylem wolnym.
Trzy lata później w marcu 2000 roku Saez wystąpił na Mistrzostwach Świata w pływaniu na krótkim basenie w Atenach w Grecji, zajmując ósme miejsce w sztafecie na 4x200 metrów stylem wolnym.